# Jhon Santacruz
Jhon Adonis Santacruz Campos (Otavalo, Ecuador; 17 de octubre de 1996) es un futbolista ecuatoriano. Juega como delantero y su equipo actual es Guayaquil City de la Serie B de Ecuador.

## Trayectoria

### Inicios
Realizó las formativas en la Universidad Católica de Ecuador. En 2013 llegó al América de Quito cuando este se encontraba jugando en la Segunda Categoría de Ecuador. Al año siguiente paso al Espoli. Luego se mantuvo en préstamos entre América de Quito, Deportivo Quevedo y Águilas de Santo Domingo.
En 2017, después de estar seis meses sin club fue contratado por el Rocafuerte Fútbol Club. En 2018 llegó en condición libre al Atlético Portoviejo, aunque luego fue cedido al Club Deportivo Universidad San Francisco de Quito para disputar el torneo de la Segunda Categoría de Pichincha. Posteriormente fue cedido al Macará de la Serie A de Ecuador, aunque estuvo en el equipo B tuvo la oportunidad de disputar un encuentro en primera. Luego vuelve al Atlético Portoviejo.

### Macará
En 2019 pasó definitivamente al Macará de la Serie A. En 2020 tuvo la oportunidad de disputar torneos internacionales como la Copa Libertadores, aunque fueron eliminados en la segunda fase ante Deportes Tolima de Colombia.
Para la temporada 2021 disputó la Copa Sudamericana, Santacruz tuvo la oportunidad de jugar en el encuentro eliminatorio de la primera fase ante Emelec y aunque anotó un gol en el empate de 2-2, su equipo terminó siendo eliminado, tras perder 2-0 en el juego de vuelta.

## Clubes
| Club                | País    | Año       |
| ------------------- | ------- | --------- |
| América de Quito    | Ecuador | 2013      |
| Espoli              | Ecuador | 2014      |
| América de Quito    | Ecuador | 2014      |
| Deportivo Quevedo   | Ecuador | 2015      |
| América de Quito    | Ecuador | 2015      |
| Águilas             | Ecuador | 2015      |
| América de Quito    | Ecuador | 2015      |
| Deportivo Quevedo   | Ecuador | 2016      |
| Rocafuerte F. C.    | Ecuador | 2017      |
| Atlético Portoviejo | Ecuador | 2018      |
| USFQ                | Ecuador | 2018      |
| Atlético Portoviejo | Ecuador | 2018      |
| Macará              | Ecuador | 2018      |
| Atlético Portoviejo | Ecuador | 2019      |
| Macará              | Ecuador | 2020-2021 |
| Mushuc Runa S. C.   | Ecuador | 2022      |
| Delfín S. C.        | Ecuador | 2022      |
| Chacaritas F. C.    | Ecuador | 2023      |
| Vargas Torres       | Ecuador | 2023      |
| Guayaquil City      | Ecuador | 2024-act. |

### Participaciones internacionales
| Torneo                 | Club   | País    | Resultado    |
| ---------------------- | ------ | ------- | ------------ |
| Copa Libertadores 2020 | Macará | Ecuador | Segunda fase |
| Copa Sudamericana 2021 | Macará | Ecuador | Primera fase |